# مود وينفريد شيروود
مود وينفريد شيروود (بالإنجليزية: Maud Winifred Sherwood)‏ هي رسامة نيوزيلندية، ولدت في 1880 في دنيدن في نيوزيلندا، وتوفيت في 1956.